# 日本キリスト改革派教会
日本キリスト改革派教会（にほんキリストかいかくはきょうかい）は、日本のプロテスタント系の団体。

## 沿革

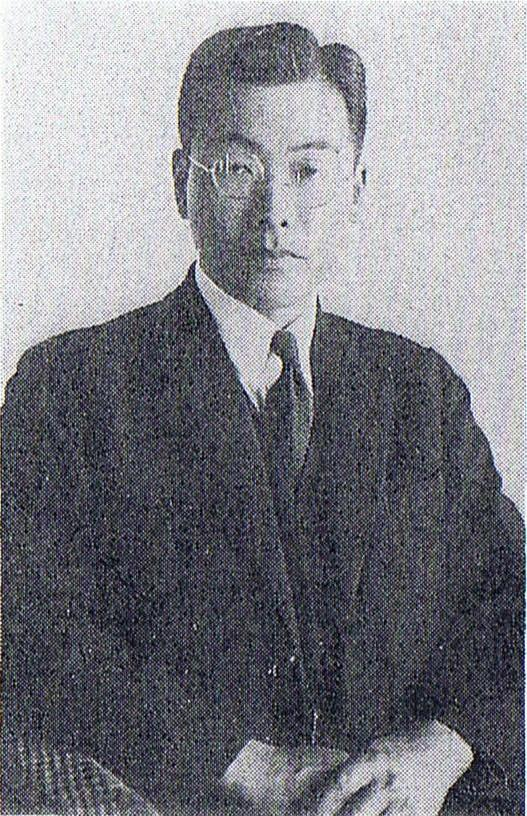
常葉隆興牧師

- 1946年　戦前の日本基督教会（日本基督教団の第一部。現在の日本キリスト教会とは別）の中で、南長老教会および中央神学校の信仰を受け継ぐ人たちが中心となって、日本基督教団を離脱した。

創立時のメンバーは、岡田稔、常葉隆興、松尾武、春名寿章らである。創立宣言には「思想と生活に於ける、迷信と無神論を打破して真理の柱なる教会を樹立せんとす。」 とある。戦前の教会はその多くが宗教団体法によって国家に従属し、戦争協力と国家神道儀礼を拒絶することができなかった。日本キリスト改革派教会は、『創立宣言』において、そうした罪を「神の御前に深く恥ぢ」、その反省を踏まえて出発した。
そのため『創立宣言』において、有神的世界観・人生観による新日本建設のビジョンを主張するとともに、宗教改革の集大成ともいえるウェストミンスター信仰基準を教会の信仰規準として採用し、長老主義政治により歴史的改革派信仰に基づく自律した教会をこの国に打ち立てることを目指している。
- 1947年　教職養成機関として、岡田稔の灘教会内に、神戸改革派神学校を設立した。

## 特色
- 聖書の規範性を強調する。
- ウェストミンスター信仰告白、ウェストミンスター大教理問答とウェストミンスター小教理問答を信仰基準とする。
- 改革派信仰を堅持し、改革派を名乗り、教会政治のあり方として長老主義をとる。
- 『創立宣言』において「有神的人生観・世界観」を主張し、神の栄光のため、世に対しての強い責任を自覚する。
- 社会福祉法人聖恵会（広島県竹原市）や、静岡キリスト教盲人伝道センター（静岡市駿河区）などの障碍者支援施設と深いつながりを持つ。
- 四国学院大学、淀川キリスト教病院の働きに関わっている。

## 組織

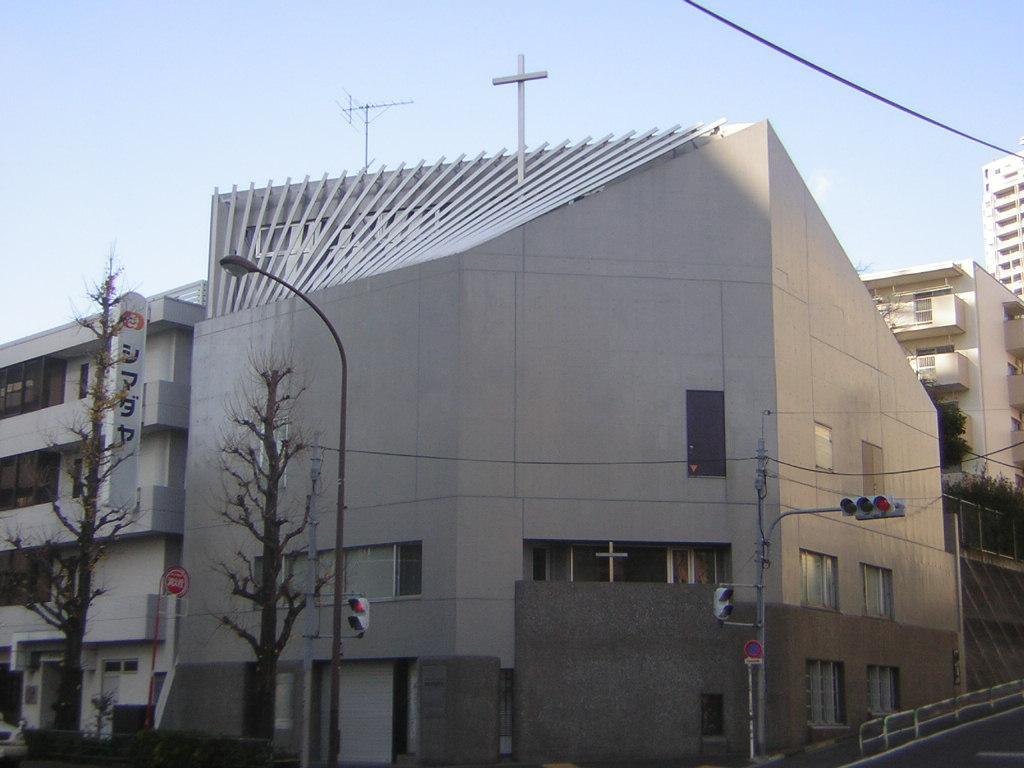
東京恩寵教会

### 小会・中会・大会
個別の教会の運営は、長老主義をとり、牧師と治会長老によって形成された「小会」が行う。また、執事会を設け、選出された執事が教会内外の奉仕の業を担う。なお、この小会を形成するに至らない規模の教会は別個「伝道所」と呼称され、ここには小会に代わり伝道所委員が選出される（ただし建物など一般には伝道所も教会と表示されることが多い）。
地域の教会が集まり「中会」が形成される。この中会には教師（牧師）および引退した教師、小会から代表する長老によって構成され、地域の教会の統括などを行う。
さらに、全国組織として「大会」が設けられている。
なお、現在（2020年時点において）、全国の改革派教会は6つの中会に分かれている。
- 東北中会（北海道、東北地方）：教会3、伝道所11
- 東関東中会（茨城県と千葉県の全域、埼玉県の一部）：教会10、伝道所2
- 東部中会（東関東中会に属する地域を除く関東地方、甲信越地方）：教会31、伝道所5
- 中部中会（中部地方、北陸地方）：教会15、伝道所10
- 西部中会（四国・岡山を除く近畿地方以西）：教会19、伝道所16
- 四国中会（四国地方および岡山県）：教会11、伝道所6

なお、教会の運営等の詳細は「教会規程」が下記外部リンクにあるので参照されたい。

### 教育機関
神戸改革派神学校
神戸市北区にある教育機関で大会による運営。全寮制を取る。もとは灘区にあったが、阪神・淡路大震災にて被災するなどしたため、かねてあった計画を進め現在地に移転した。なお、かつては、改革派教会の規定で教師（牧師）は男性のみに資格が与えられたため、教師養成のための本科生も男性に限られていた。ほかに別科生がありこちらは女性の入学も可能。現在は、本科生も男女共に入学が可能。毎年4月に入学し、本課過程4年、短期課程2年の修業期間がある。これらを卒業したものは、さらに特別研究課程がある。また、一部または全部の科目聴講生も受け入れている。
改革派神学研修所
東部中会、東北中会、東関東中会が承認する有志立の教育機関で、学校としての施設は持たず、中会に属する教会を使用して授業を行っており、また通学制である。一部の教師はこちらを卒業している。

## ラジオ・インターネット放送
改革派教会のラジオ伝道部門である、RCJメディア・ミニストリーは、協力関係にある北米キリスト改革派教会（CRC）のラジオ伝道部「CRCメディア・ミニストリー」を前身とし、2017年１月より日本キリスト改革派教会が事業を引き継いで運営されている。
現在、ラジオ放送は中波で行っている。また、インターネットによる放送も行われている。KTWRによる短波放送も行っていたが2007年3月24日の放送をもって撤退、これにより最大の提供先を失うことになったKTWRの日本語放送も同時に終了した。

### 現在放送中の番組
ラジオ放送（放送時間はいずれもJSTによる。）
- あさのことば（茨城放送、月曜〜金曜 6:12〜6:17）
- 東北あさのことば（東北放送、土曜 5:55～6:00）
- キリストへの時間（南海放送、日曜 5:45～6:00, CBCラジオ、日曜 6:30〜6:45, ラジオ関西・高知放送、日曜 7:30〜7:45[5]）
- 聖書を開こう（FEBC、木曜 22:28〜22:41）

インターネットによる放送
- ほほえみトーク（火曜）
- がっつり!!コミュニケーション（金曜）

### 過去の放送番組
- 立石章三のぶっつけ本番
- 五十嵐ジュンのCCM+
- BOX190（山下正雄ラジオ牧師、
- キッズコーナー（かおりお姉さんとロバの子ドンくん）
- バイブルウェーブ（インターネット放送）

## 主な牧師
- 岡田稔（おかだ みのる、1902年-1992年、灘教会元牧師、神戸改革派神学校初代校長）
- 常葉隆興（ときわ たかおき、1897年-1977年、東京恩寵教会初代牧師）
- 松尾武（まつお たけし、1908年-1967年、北浦和教会元牧師、新改訳聖書刊行会編集委員）
- 田中剛二（たなか ごうじ、1899年-1979年、神港教会元牧師、神戸改革派神学校元教授）
- 春名寿章（はるな　ひさあき、1907年-1960年、板宿教会元牧師、神戸改革派神学校元教授）
- 松田 一男（まつだ かずお、1925年 - 2016年、板宿教会元牧師、神戸改革派神学校元教授）
- 矢内昭二（やうち しょうじ、1927年 - 2016年、東京教会初代牧師）
- 橋本龍三（はしもと りゅうぞう、1929年-、灘教会元牧師、神戸改革派神学校三代校長、引退教師）
- 山崎順治（やまざき じゅんじ、1929年-2014年、福岡西伝道所前牧師、引退教師）
- 安田吉三郎（やすだ きちさぶろう、1930年-2023年、神港教会元牧師、引退教師）
- 榊原康夫（さかきばら やすお、1931年-2013年、東京恩寵教会元牧師、引退教師）
- 石丸新（いしまる　しん、1931年-、四国学院大学元学長・名誉教授、引退教師）
- 鈴木英昭(すずき ひであき、1935年- 2017年、名古屋教会元牧師、引退教師)
- 牧田吉和（まきた よしかず、1944年-、神戸改革派神学校四代校長、宿毛教会代理牧師、引退教師）
- 金田幸男（かなた ゆきお、1946年-、伊丹教会西谷伝道所）
- 山中雄一郎（やまなか ゆういちろう、1946年-2021年、東仙台教会前協力牧師、引退教師）
- 小野静雄（おの しずお、1947年-、多治見教会前牧師、引退教師）
- 三野孝一（みの こういち、1949年-、東京恩寵教会前牧師、引退教師）
- 市川康則（いちかわ やすのり、1950年-、神戸改革派神学校前校長、千城台教会）
- 熊田雄二（くまだ　ゆうじ、1950年-、上福岡教会前牧師、引退教師）
- 野島邦夫（のじま　くにお、1952年-、東京教会）
- 山下正雄（やました まさお、1957年-、RCJメディアミニストリー）
- 小峯明（こみね　あきら、1960年-、船橋高根教会）
- 吉田隆（よしだ　たかし、1961年-、神戸改革派神学校校長、甲子園教会）
- 袴田康裕（はかまた　やすひろ、1962年-、神戸改革派神学校教授）

## 教会員
- 鈴木雅明 （バッハ・コレギウム・ジャパン）
- 水垣渉
- 福田敬太郎
- 西川重則
- 田上雅徳